# ルイーズ・ジョプリング
ルイーズ・ジェーン・ジョプリング（Louise Jane Jopling、結婚前の姓、Goode、後に、再婚して Rowe、1843年11月16日 - 1933年11月19日）はイギリスの女性画家である。

## 略歴
マンチェスターに鉄道技術者の娘に生まれた。17歳で役人のフランク・ローマーと結婚した。ローマーはパリでロスチャイルド家のために働き、ジャコブ・マイエール・ド・ロチルドの娘で、芸術家のパトロンであったシャーロットに支援されて、美術を学び始め、女性のための美術学校を開いたシャルル・シャプランのもとで1867年から1868年まで学び、サロン・ド・パリに出展した。1870年から1873年の間、イギリスの王立美術アカデミーの展覧会に出展した。夫は妻が画家として活動することに反対だったが、その夫は1872年に没した。1874年に水彩画家で風刺雑誌「バニティ・フェア」に挿絵を描いていたジョゼフ・ミドルトン・ジョプリングと再婚した。夫を通じて、ジョン・エヴァレット・ミレーやジェームズ・マクニール・ホイッスラーと親しくなり当時のイギリスの先端的な芸術家のサークルに加わることになった。
画家として成功し、1876年にフィラデルフィアの万国博覧会、1878年のパリ万国博覧会に出展した。ロスチャイルド家やグロブナー・ギャラリー（Grosvenor Gallery）の設立者、リンジー准男爵（Coutts Lindsay）夫妻らに支援された。1880年に、女性芸術家協会（Society of Women Artists）に入会し、1891年に王立肖像画家協会に入会した。
1884年に2番目の夫、ジョゼフ・ジョプリングが没した。1887年に法律家のローイ（George William Rowe）と再婚するが仕事ではジョプリングを名乗り続けた。1887年に自らの女性のための美術学校を設立し、美術技法に関する教科書、"Hints for Amateurs" や自伝"Twenty Years of My Life" も出版した。

## 作品

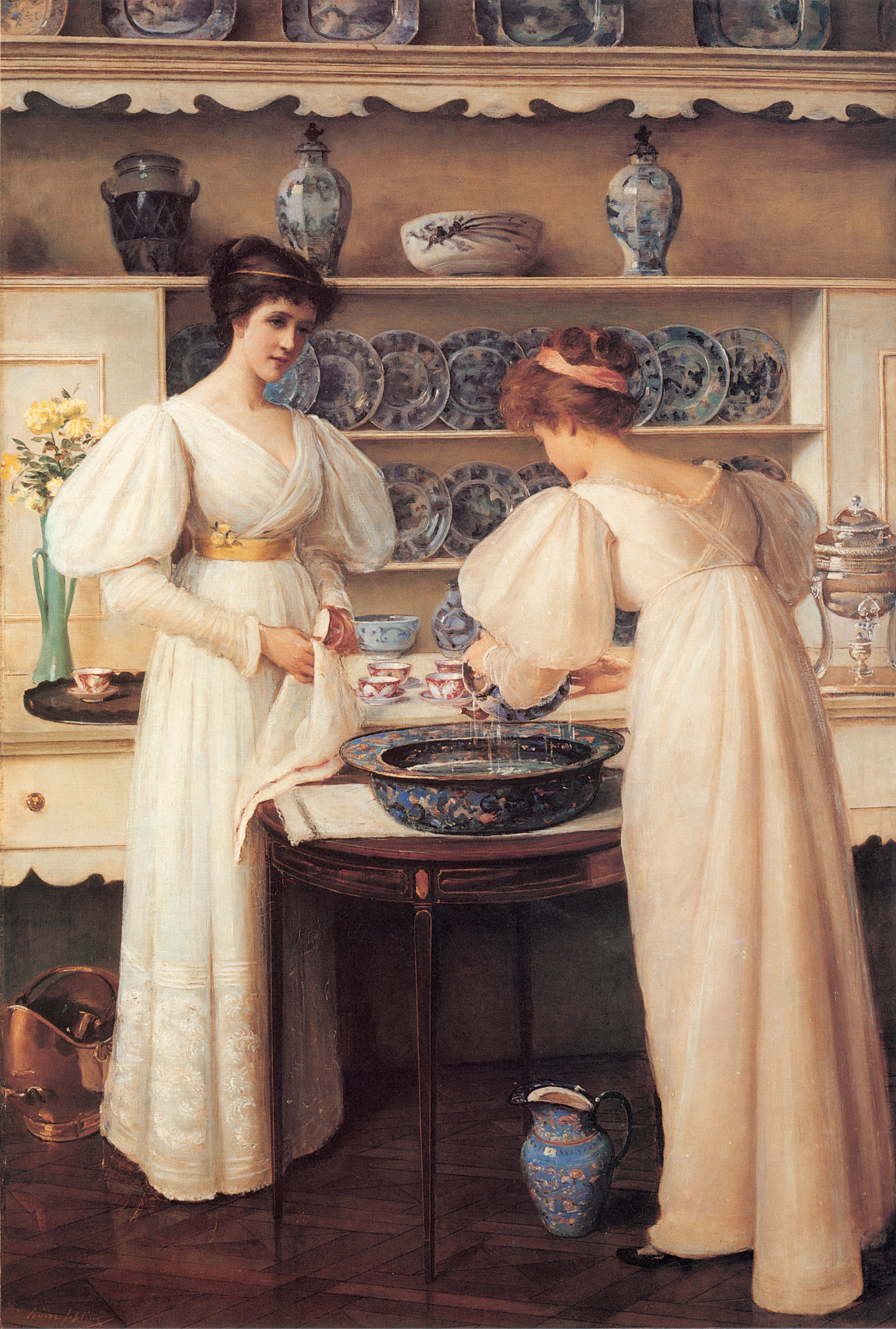
白いドレスの2人の女性と青い陶器(1896) レディ・リーヴァー美術館
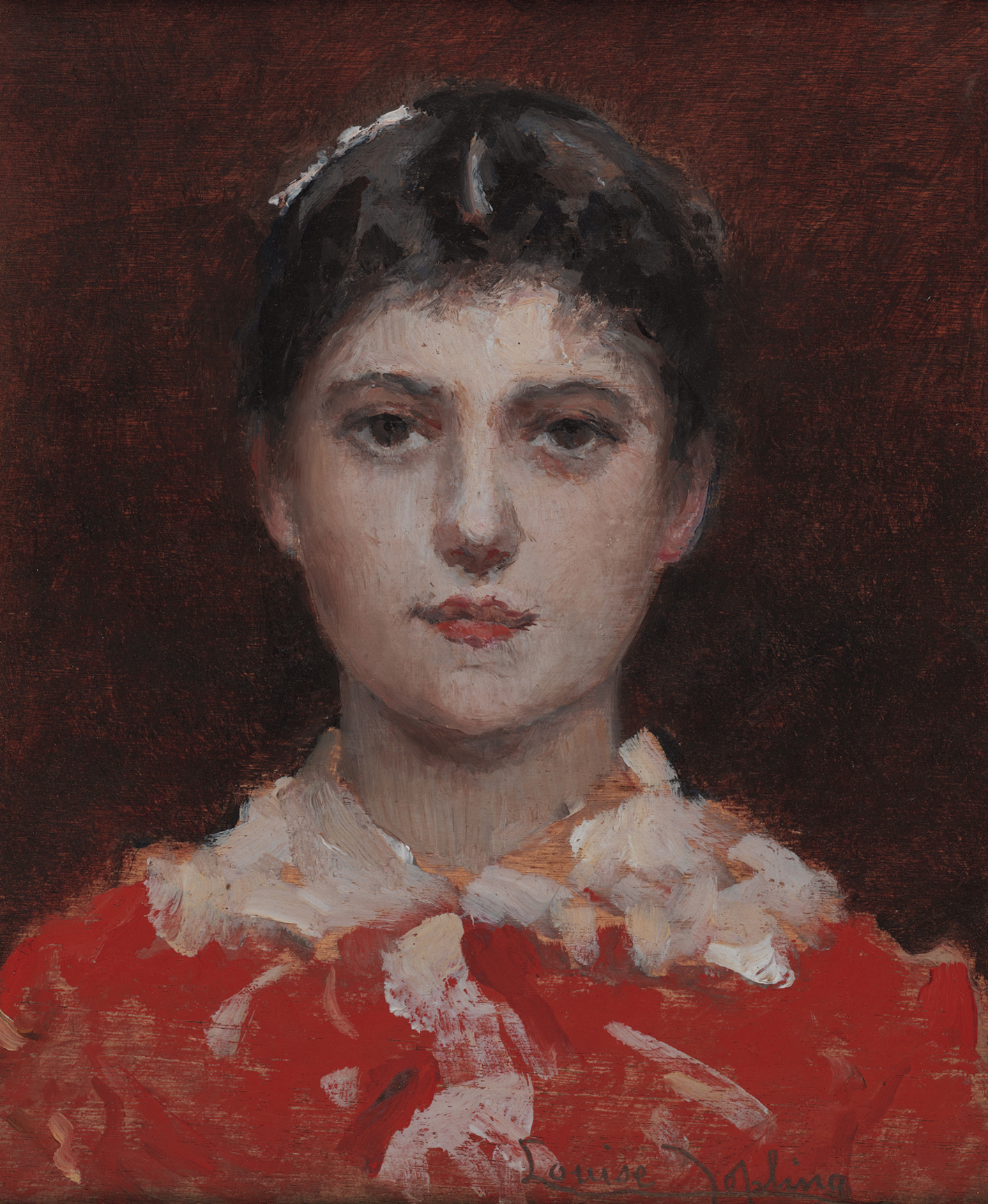
自画像
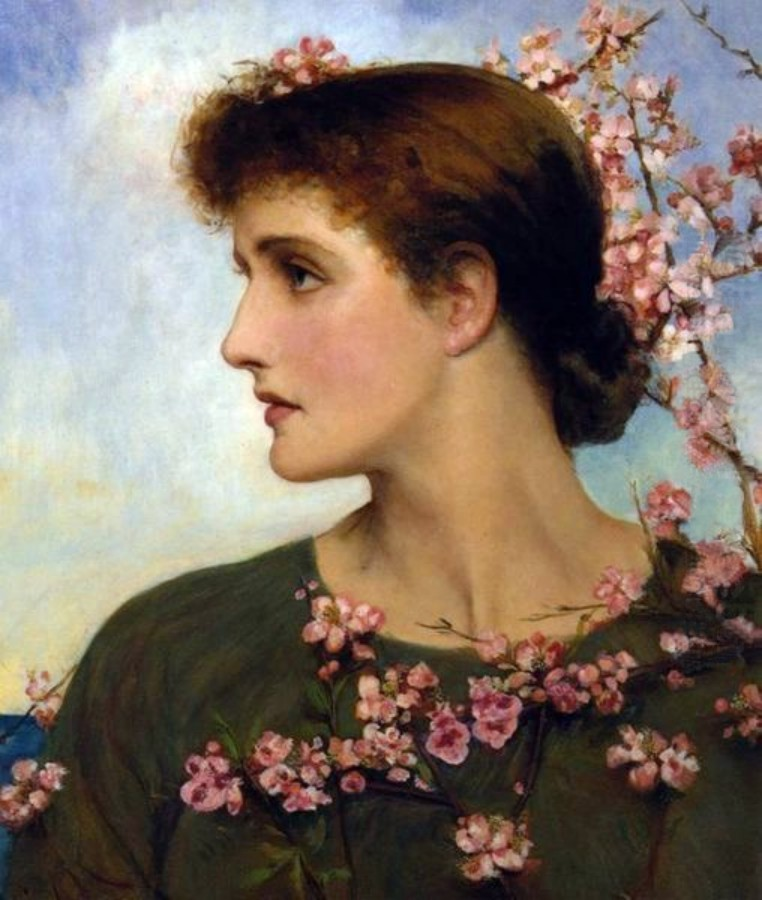
"Phyllis"